# Schermerhorn
Pour les articles homonymes, voir Schermerhorn (homonymie).
Schermerhorn est un village situé dans la commune néerlandaise de Alkmaar, dans la province de la Hollande-Septentrionale.

## Histoire
Schermerhorn a été une commune indépendante jusqu'au 1er août 1970. À cette date, la commune fusionne avec Oterleek et Zuid- en Noord-Schermer, pour former la nouvelle commune de Schermer.  